# وزغ‌ماهی پرتغالی
 وزغ‌ماهی پرتغالی(نام علمی: Halobatrachus didactylus) نام یک گونه از راسته وزغ‌ماهیان است.